# James M. Cox

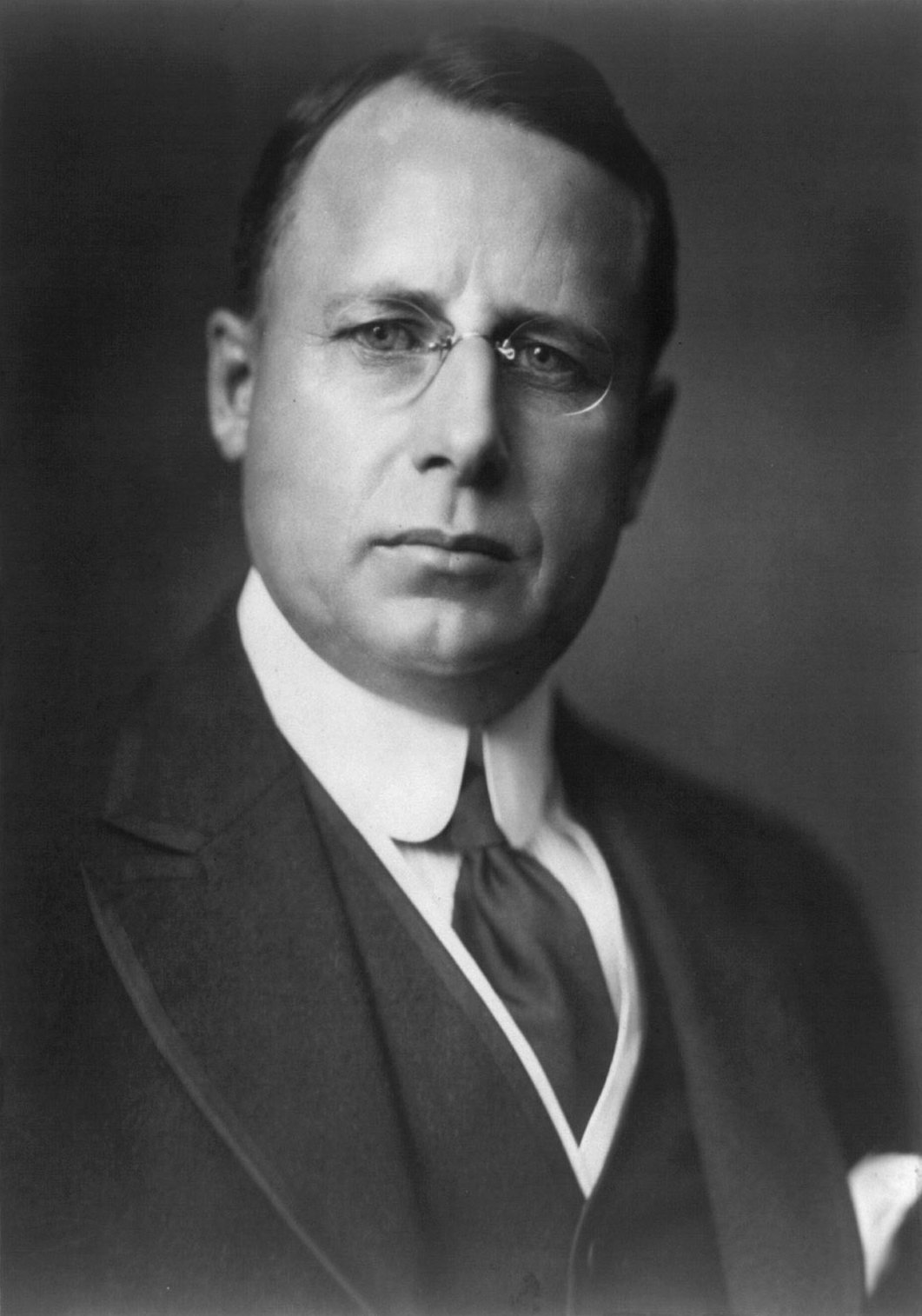
James M. Cox

James Middleton Cox (31 de Março de 1870 – 15 de Julho de 1957) foi um jornalista e empresário dos Estados Unidos da América, que seguiu uma carreira política e foi governador do Ohio. Foi o candidato democrata na eleição presidencial de 1920, vencida pelo republicano Warren G. Harding.
Abandonou o curso secundário e trabalhou como repórter e secretário do Congresso antes de comprar o Dayton Evening News por US$ 26 mil em 1898. Construíram o império da mídia: jornais, 17 diários metropolitanos, incluindo o  Atlanta Journal-Constitution, 78 emissoras de rádio, sistema a cabo. É pai de Anne Cox Chambers e de Barbara Cox Anthony.